# Les Petites Sorcières (série télévisée d'animation)
Les Petites Sorcières (Aprendices de bruja) est une série télévisée d'animation franco-espagnole en 26 épisodes de 26 minutes, créée par Jean-Yves Raimbaud et Christian Masson et diffusée entre le 3 septembre 1997 et le 31 juillet 1999 sur TF1 dans l'émission TF! Jeunesse.

## Synopsis
Shérilyne, une magicienne confirmée, apprend à trois petites sorcières à utiliser la magie pour accomplir de bonnes actions. Mais, la ville de City Base est sous la menace d'un homme sans vergogne, Walt Street, qui désire richesse et pouvoir.
Heureusement, les petites sorcières sont là pour faire échouer ses plans.

## Fiche technique
- Titre : Les Petites Sorcières
- Création : Jean-Yves Raimbaud, Christian Masson
- Réalisation : Eunice Alvarado-Ellis
- Assistant-réalisateur : Oumar N'Diaye
- Direction littéraire : Tony Scott
- Scénario : Pascal Mirleau, Philippe Terrail, Michel Haillard, Patrick Régnard et Tony Scott
- Storyboard : Bruno Le Floc'h, Frank Guillou, Luc Blanchard, Eunice Alvarado Ellis, Oumar N'Diaye et Jaume Rovira
- Directeurs de l'animation : Francisco Ureña et Jose Gascon
- Animation : Art Leonardi, Daniel de la Vega, Vincent Bassols
- Décors : Prakash Topsy, Gilbert Frank-Martinat, Miguel Ibanez et José Luis Vila
- Musique : Claude Sitruk
- Montage : Béatrice de Chavagnac et Antonio Ortiz
- Montage de la musique : Philippe Vidor
- Production : Gaspard de Chavagnac et Antoni D'Ocon
  - Producteurs exécutifs : Marcelle Ponti, Xavier Picard, Roberto Mitrani et Tony Church
- Sociétés de Production : Millésime Productions, TF1, D'Ocon Films Productions
- Studio d'animation : D'Ocon Films Productions
- Pays :  France,  Espagne
- Durée : 26 minutes

## Voix françaises
- Dominique Chauby : Shérilyne
- Patricia Legrand : Chloé, Vickie
- Danièle Hazan : Mamie Doll
- Charlyne Pestel : Lulu
- Mimi Young : Marine
- Philippe Bozo : Zippo, Professeur Lem
- Olivier Hémon : Walt Street, Artie

Sous la direction de Michel Trouillet

## Personnages
- Shéryline est une sorcière âgée de 150 ans mais elle n'en paraît que 25. Elle forme les Petites Sorcières.
- Lulu a 7 ans et est la plus jeune des Petites Sorcières. Elle est incapable de mentir.
- Chloé, 12 ans, est la plus âgée des Petites Sorcières. Elle est très sérieuse et aide Shéryline.
- Marine, 10 ans, est réputée pour ses farces.
- Zippo, 16 ans, est le meilleur ami des Petites Sorcières. C'est un as de l'électronique.
- Walt Street est l'ennemi public de City Base.
- Professeur Lem est le conseiller scientifique de Walt. Il est complètement fou.
- Mamie Doll est la mère de Walt.
- Artie est le chauffeur et acolyte, tout en muscles, de Walt.
- Vickie prépare de nouveaux stratagèmes pour Walt.

## Épisodes
1. Walt se plante
2. Frissons garantis
3. Le grimoire des souvenirs
4. Le nouveau jouet de Walt
5. Les prédictions de Madame Boule
6. Les dévoreurs de livres
7. Quand la ville tousse
8. Mauvais temps pour Walt
9. Le bal des fantômes
10. Raggnär le vert
11. La sorcière de l'année
12. Une idée du tonnerre
13. Pas de Shérilyte pour Walt Street
14. Bienvenue sur la lune
15. Walt junior
16. Un génie dans la ville
17. Graine de folie
18. Le petit boa enchanté
19. Lemochromos
20. Déliramus le fou
21. Les malheurs d'Artie
22. Les jouets vivants
23. La vengeance de Vickie
24. Magie, amour et science
25. Voyage au bout de l'envers
26. Annabelle et les méchants

## Production
Le développement des Petites Sorcières a débuté en 1992 chez Jingle, le studio d'animation de Jean-Yves Raimbaud. Malheureusement, La Cinq fait faillite et le studio Jingle ferme ses portes au même moment que Jean-Yves Raimbaud réalise le pilote de la série.
L'auteur présente alors le pilote de la série à Gaspard de Chavagnac, le producteur et fondateur de la société Millésime Productions alors naissante. La storyboardeuse Eunice Alvarado-Ellis (qui créera plus tard Enigma) assure la réalisation.
Gaspard de Chavagnac partage la production avec Marcelle Ponti, l'épouse de Jacques Rouxel, l'auteur des Shadoks, Xavier Picard et l'espagnol Antoni D'Ocon. Les Petites Sorcières devient ainsi une co-production franco-espagnole.
L'animation de la série est réalisée aux studio D'Ocon Films Productions à Barcelone. Mais la réalisation, le scénario, le storyboard et la post-production ont été assurés par les français.

## Diffusion

### France
La série a été diffusée en France à partir du 3 septembre 1997 le mercredi après-midi sur TF1 dans l'émission TF! Jeunesse. 
Le 31 décembre 1997, la série s'interrompt après 2 épisodes diffusés le mercredi matin pour raison de manques de recettes publicitaires lors de la diffusion de TF! durant l'après-midi.
La diffusion reprend le 28 |juin 1999 et les 7 derniers épisodes inédits furent diffusés le 20 juillet et du 26 au 31 juillet 1999.
Le 26 août 2001, la diffusion de la série s'arrête dans TF! Jeunesse, après 4 ans de diffusion.
La série fut rediffusée sur la chaîne TFOU TV, aujourd'hui disparue.

### Espagne
Le 6 juin 1997, trois mois seulement avant le début de la diffusion en France, Les Petites Sorcières commence à être diffusée sur Canal+.

## Commentaires
- Réalisée en 1995, Les Petites Sorcières est au départ prévue pour le 27 mars 1996 sur TF1 dans l'émission À tout Spip[4]. Mais avec la diffusion de Spider-Man sur la même chaîne, la diffusion de la série est repoussée le 3 septembre 1997.
- Du fait de son non-succès international, la série est actuellement pas encore disponible en intégralité sur YouTube et sortie en DVD.

## Autour de la série
- Le personnage de Walt Street est une caricature de David Bowie, l'un des chanteurs rock préférés de Jean-Yves Raimbaud, l'auteur de la série.
- Le personnage de Zippo porte le même nom de la marque de briquet.
- Dans l'épisode Le petit boa enchanté, Marine porte une robe de chambre à l'effigie de Manu.
- Malgré de nombreuses références à la culture populaire et d'amélioration technique au studio D'Ocon Films (plus d'animations inédites), la série n'a pas eu le même impact international que Les Zinzins de l'espace du même auteur et elle est très peu diffusée en Europe et au Cambodge.
- Jean-Yves Raimbaud ne verra que 19 épisodes de la série terminés ; il est décédé en juin 1998 et les 7 derniers épisodes seront diffusées en 1999.

## Produits dérivés
- Février 1998 : cassettes vidéos éditées par TF1 Vidéo.